# Reinhard Kleindl
Reinhard Kleindl (* 1980 in Graz) ist ein österreichischer Autor und Sportler.

## Leben
Reinhard Kleindl wurde in Graz geboren und studierte an der Karl-Franzens-Universität Theoretische Physik. Während Schulzeit und Studium kam es zu ersten literarischen Veröffentlichungen. 2004 schloss er sein Studium mit dem Diplom ab.
Danach arbeitete er als Trainer für Sportklettern im City Adventure Center Graz und begann 2006, als freier Journalist für Wissenschaftsthemen zu schreiben. Etwa zur selben Zeit kam er mit der Trendsportart Slackline in Kontakt. Es folgte eine intensive Beschäftigung mit allen Varianten des Slacklinens. 2009 nahm er bei seinem ersten internationalen Wettbewerb, dem Natural Games Millau, teil und belegte den zweiten Platz. Es folgten ein zweiter und ein dritter Platz bei den Austrian Slackline Open in der Gesamtwertung (2011, 2012). Zwischen 2004 und 2012 veröffentlichte Kleindl in verschiedenen Zeitschriften Kurzgeschichten aus den Bereichen Science Fiction und Phantastik, eine davon in polnischer Sprache.
Internationale Aufmerksamkeit erregten Kleindls Highline-Begehungen auf den Drei Zinnen, gemeinsam mit Armin Holzer, wobei die beiden auf jeder Zinne in Gipfelnähe eine Highline spannten und begingen. Während dieser Zeit war Kleindl bei Adidas Outdoor unter Vertrag und bestritt seinen Lebensunterhalt vom Slacklinen. 2013 realisierte Kleindl eine Highline auf dem 4000 m hohen Mt. Kinabalu auf Borneo.
2014 veröffentlichte Kleindl seinen ersten Kriminalroman „Gezeichnet“ beim Haymon Verlag. Im Herbst 2014 gelang Kleindl gemeinsam mit dem Freisinger Lukas Irmler die erste Überquerung der Victoriafälle auf einer Slackline. 2015 erschien sein zweiter Kriminalroman „Baumgartner und die Brandstifter“. Im selben Jahr beging Kleindl gemeinsam mit dem Wiener Slackliner Igor Scotland eine alpine Highline zwischen den Dirndln auf dem Dachstein. 2016 erschien Kleindls dritter Kriminalroman „Baumgartner kann nicht vergessen“.
Im Oktober 2017 begann Kleindl mit dem Freitauchen, das er inzwischen wettkampfmäßig betreibt.

## Anerkennungen
- 2020 Fine Crime Award – für einen neuen Fall der Ermittlerin Anja Grabner.[16]

## Romane
- Gezeichnet. Haymon, Innsbruck 2014, ISBN 978-3-85218-957-4.
- Baumgartner und die Brandstifter. Haymon, Innsbruck 2015, ISBN 978-3-7099-7823-8.
- Baumgartner kann nicht vergessen. Haymon, Innsbruck 2016, ISBN 978-3-7099-7852-8.
- Stein. Goldmann, München 2018, ISBN 978-3-442-48798-1.
- Die Klamm. Goldmann, München 2019, ISBN 978-3-442-48940-4.
- Die Gottesmaschine. Thriller, Lübbe, Köln 2021, ISBN 978-3-404-18417-0.
- Das Gotteselixier. Thriller, Lübbe, Köln 2023, ISBN 978-3-404-18892-5.[17]
- Chaoscode. Thriller, Lübbe, Köln 2024, ISBN 978-3-404-19275-5.

## Sportliche Erfolge
- Highlines auf den Drei Zinnen[3]
- Highline auf dem Tower 185 in Frankfurt[18]
- Highline am Mt. Kinabalu auf Borneo[9]
- Highline über die Victoriafälle[11]
- Highline auf den „Dirndln“ am Dachstein[13]